# Barbara Hendricks
Barbara Hendricks, född 20 november 1948 i Stephens, Arkansas, är en amerikanskfödd operasångerska (sopran). Hon är numera även svensk medborgare och sedan 1985 bosatt i Basel i Schweiz.

## Biografi
Hendricks studerade till att börja med naturvetenskap och tog en universitetsexamen i matematik och kemi, men fortsatte därefter sina studier i New York inom ett helt annat ämnesområde – musik – i vilket hon också har en universitetsexamen.
Hon debuterade i både USA och Europa 1974 vid operan i San Francisco respektive Glyndebournefestivalen. Hon har uppträtt vid alla större operahus i världen. Av rollerna kan nämnas Pamina i Trollflöjten, Ilia i Idomeneo, Antonia i Hoffmanns äventyr, Micaela i Carmen, Massenets Manon, Julia i Gounods Romeo och Julia, Mélisande i Debussys Pelléas och Mélisande, Gilda i Rigoletto och Liù i Turandot. Den sistnämnda rollen sjöng hon även vid det historiska uppförandet av verket i Pekings Förbjudna Stad 1998.
Hon har framträtt i mer än 20 olika roller varav 12 är inspelade på skiva.
Hendricks är bland annat hedersambassadör för FN:s flyktingkommissariat, ledamot i Kungliga Musikaliska Akademien, riddare av franska Hederslegionen och kommendör av Ordre des Arts et des Lettres. Hon bor i Europa sedan 1977 och är gift med en svensk man. Hendricks har två barn från ett tidigare äktenskap.

## Filmroller (urval)
- 1980 – Figaros bröllop, Susanna
- 1982 – Romeo och Julia, Julia
- 1982 – Falstaff, Nanetta
- 1988 – La Bohème, Mimi
- 1993 – Hoffmanns äventyr, Antonia
- 1995 – Rucklarens väg, Anne Truelove
- 2004 – Angels in America (TV-serie), ängeln